# Serie A1 2005-2006 (pallavolo maschile)
La Serie A1 italiana di pallavolo maschile 2005-2006 si è svolta dal 25 settembre 2005 al 21 maggio 2006: al torneo hanno partecipato quattordici squadre di club italiane e la vittoria finale è andata per la prima volta all'Associazione Sportiva Volley Lube.

## Regolamento
Le squadre hanno disputato un girone all'italiana, con gare di andata e ritorno, per un totale di ventisei giornate; al termine della regualar season:
- Le prime otto classificate hanno acceduto ai play-off scudetto, strutturati in quarti di finale, giocati al meglio di due vittorie su tre gare, semifinali e finale, entrambe giocate al meglio di tre vittorie su cinque gare.
- Le ultime due classificate sono retrocesse in Serie A2.

## Squadre partecipanti
Al campionato di Serie A1 2005-06 parteciparono 14 squadre: le neopromosse dalla Serie A2 furono Volley Lupi Santa Croce, vincitrice del campionato, e il Cagliari, vincitore dei play-off promozione.
| Club              | Città                 | Palazzetto                        | Stagione precedente                                |
| ----------------- | --------------------- | --------------------------------- | -------------------------------------------------- |
| Cagliari          | Cagliari              | PalaRockefeller Cagliari          | 2ª in Serie A2; Vincitrice play-off promozione     |
| Piemonte          | Cuneo                 | PalaBreBanca Cuneo                | 9ª in Serie A1                                     |
| Top Volley Latina | Latina                | PalaBianchini Latina              | 12ª in Serie A1                                    |
| Lube              | Macerata              | PalaFontescodella Macerata        | 2ª in Serie A1; Semifinali play-off scudetto       |
| Modena            | Modena                | PalaPanini Modena                 | 11ª in Serie A1                                    |
| Gabeca            | Montichiari           | PalaGeorge Montichiari            | 10ª in Serie A1                                    |
| Sempre Padova     | Padova                | PalaFabris Padova                 | 5ª in Serie A1; Quarti di finale play-off scudetto |
| Perugia           | Perugia               | PalaEvangelisti Perugia           | 4ª in Serie A1; Finale play-off scudetto           |
| Piacenza          | Piacenza              | PalaBanca Piacenza                | 1ª in Serie A1; Semifinali play-off scudetto       |
| Lupi Santa Croce  | Santa Croce sull'Arno | PalaParenti Santa Croce sull'Arno | 1ª in Serie A2                                     |
| Trentino          | Trento                | PalaTrento Trento                 | 8ª in Serie A1; Quarti di finale play-off scudetto |
| Treviso           | Treviso               | PalaVerde Villorba                | 3ª in Serie A1; Campione d'Italia                  |
| API Verona        | Verona                | PalaOlimpia Verona                | 6ª in Serie A1; Quarti di finale play-off scudetto |
| Callipo           | Vibo Valentia         | PalaValentia Vibo Valentia        | 7ª in Serie A1; Quarti di finale play-off scudetto |

## Torneo

### Regular season

#### Risultati
| Prima giornata |                      |     |                                   |
|                |                      |     |                                   |
| 25-09          | Cagliari-Verona      | 1-3 | 27-25, 18-25, 14-25, 22-25        |
| 25-09          | Cuneo-Perugia        | 3-1 | 16-25, 25-20, 25-20, 25-21        |
| 26-09          | Montichiari-Macerata | 0-3 | 17-25, 19-25, 23-25               |
| 25-09          | Piacenza-Latina      | 3-1 | 25-16, 19-25, 25-15, 26-24        |
| 24-09          | Santa Croce-Treviso  | 2-3 | 26-24, 20-25, 25-18, 23-25, 10-15 |
| 25-09          | Trento-Padova        | 3-0 | 26-24, 25-21, 25-15               |
| 25-09          | Vibo Valentia-Modena | 3-2 | 34-32, 25-22, 19-25, 17-25, 15-9  |

| Seconda giornata |                       |     |                                   |
|                  |                       |     |                                   |
| 01-10            | Latina-Cuneo          | 3-2 | 22-25, 20-25, 25-22, 25-22, 15-13 |
| 02-10            | Macerata-Trento       | 0-3 | 20-25, 23-25, 22-25               |
| 02-10            | Modena-Montichiari    | 3-1 | 25-23, 25-22, 18-25, 28-26        |
| 03-10            | Padova-Santa Croce    | 1-3 | 25-20, 22-25, 22-25, 25-27        |
| 02-10            | Perugia-Vibo Valentia | 2-3 | 25-21, 25-21, 17-25, 25-27, 10-15 |
| 02-10            | Treviso-Cagliari      | 3-1 | 25-18, 25-16, 18-25, 25-17        |
| 02-10            | Verona-Piacenza       | 1-3 | 19-25, 23-25, 34-32, 14-25        |

| Terza giornata |                        |     |                                   |
|                |                        |     |                                   |
| 10-10          | Cagliari-Vibo Valentia | 3-2 | 25-21, 21-25, 17-25, 25-22, 15-7  |
| 08-10          | Cuneo-Treviso          | 2-3 | 19-25, 17-25, 25-21, 31-29, 13-15 |
| 09-10          | Montichiari-Latina     | 3-1 | 25-19, 25-18, 23-25, 25-23        |
| 20-10          | Piacenza-Padova        | 3-0 | 25-19, 25-21, 25-22               |
| 09-10          | Santa Croce-Perugia    | 1-3 | 25-27, 25-22, 15-25, 22-25        |
| 09-10          | Trento-Modena          | 3-1 | 25-18, 18-25, 25-22, 25-23        |
| 09-10          | Verona-Macerata        | 0-3 | 11-25, 22-25, 19-25               |

| Quarta giornata |                     |     |                                   |
|                 |                     |     |                                   |
| 12-10           | Latina-Cagliari     | 3-1 | 17-25, 26-24, 25-21, 28-26        |
| 12-10           | Macerata-Piacenza   | 3-0 | 31-29, 25-21, 25-22               |
| 12-10           | Modena-Santa Croce  | 3-0 | 26-24, 25-20, 25-21               |
| 12-10           | Padova-Verona       | 3-0 | 26-24, 25-21, 25-22               |
| 12-10           | Perugia-Montichiari | 2-3 | 20-25, 25-22, 27-25, 18-25, 14-16 |
| 12-10           | Treviso-Trento      | 3-1 | 20-25, 25-20, 25-21, 25-20        |
| 13-10           | Vibo Valentia-Cuneo | 3-0 | 28-26, 17-25, 20-25, 21-25        |

| Quinta giornata |                           |     |                                   |
|                 |                           |     |                                   |
| 16-10           | Cagliari-Modena           | 3-0 | 31-29, 25-21, 25-21               |
| 16-10           | Cuneo-Macerata            | 3-1 | 25-22, 23-25, 25-21, 25-17        |
| 16-10           | Latina-Padova             | 3-2 | 27-25, 20-25, 13-25, 25-21, 15-12 |
| 16-10           | Montichiari-Vibo Valentia | 2-3 | 22-25, 25-20, 24-26, 25-21, 10-15 |
| 16-10           | Piacenza-Treviso          | 1-3 | 22-25, 21-25, 25-13, 21-25        |
| 15-10           | Trento-Perugia            | 0-3 | 22-25, 22-25, 22-25               |
| 17-10           | Verona-Santa Croce        | 3-1 | 25-20, 25-20, 27-29, 25-23        |

| Sesta giornata |                        |     |                                   |
|                |                        |     |                                   |
| 23-10          | Modena-Latina          | 3-1 | 23-25, 25-22, 25-21, 25-15        |
| 23-10          | Padova-Montichiari     | 0-3 | 22-25, 22-25, 21-25               |
| 22-10          | Perugia-Macerata       | 1-3 | 23-25, 25-22, 27-29, 21-25        |
| 23-10          | Santa Croce-Cuneo      | 1-3 | 21-25, 25-22, 18-25, 19-25        |
| 23-10          | Trento-Cagliari        | 1-3 | 34-32, 20-25, 23-25, 24-26        |
| 24-10          | Treviso-Verona         | 3-0 | 25-22, 25-22, 25-22               |
| 23-10          | Vibo Valentia-Piacenza | 2-3 | 27-29, 20-25, 25-20, 25-22, 11-15 |

| Settima giornata |                      |     |                                   |
|                  |                      |     |                                   |
| 30-10            | Cuneo-Cagliari       | 3-1 | 22-25, 25-20, 25-14, 25-19        |
| 29-10            | Latina-Verona        | 3-0 | 25-21, 25-22, 25-19               |
| 31-10            | Macerata-Treviso     | 1-3 | 26-28, 15-25, 25-22, 23-25        |
| 30-10            | Montichiari-Trento   | 2-3 | 20-25, 26-28, 17-25               |
| 30-10            | Perugia-Modena       | 1-3 | 23-25, 25-13, 21-25, 15-25        |
| 30-10            | Piacenza-Santa Croce | 2-3 | 25-18, 20-25, 22-25, 25-12, 15-17 |
| 30-10            | Vibo Valentia-Padova | 3-1 | 25-21, 21-25, 25-23, 25-22        |

| Ottava giornata |                           |     |                                   |
|                 |                           |     |                                   |
| 06-11           | Cagliari-Piacenza         | 0-3 | 23-25, 16-25, 20-25               |
| 06-11           | Modena-Macerata           | 2-3 | 25-18, 21-25, 20-25, 25-19, 12-15 |
| 06-11           | Padova-Perugia            | 0-3 | 18-25, 20-25, 23-25               |
| 06-11           | Santa Croce-Vibo Valentia | 3-2 | 24-26, 14-25, 25-23, 25-23, 18-16 |
| 06-11           | Trento-Cuneo              | 2-3 | 25-20, 18-25, 14-25, 25-21, 12-15 |
| 05-11           | Treviso-Latina            | 3-0 | 25-20, 25-23, 25-21               |
| 07-11           | Verona-Montichiari        | 0-3 | 23-25, 20-25, 23-25               |

| Nona giornata |                       |     |                                   |
|               |                       |     |                                   |
| 13-11         | Cuneo-Modena          | 2-3 | 20-25, 23-25, 25-20, 25-20, 18-20 |
| 12-11         | Macerata-Padova       | 3-0 | 25-16, 25-14, 26-24               |
| 14-11         | Montichiari-Cagliari  | 3-2 | 25-16, 19-25, 22-25, 25-23, 15-13 |
| 13-11         | Perugia-Verona        | 2-3 | 22-25, 27-25, 25-19, 22-25, 12-15 |
| 13-11         | Piacenza-Trento       | 3-0 | 25-17, 25-21, 25-18               |
| 13-11         | Santa Croce-Latina    | 1-3 | 17-25, 25-23, 13-25, 27-29        |
| 13-11         | Vibo Valentia-Treviso | 0-3 | 17-25, 19-25, 22-25               |

| Decima giornata |                      |     |                                   |
|                 |                      |     |                                   |
| 03-12           | Cagliari-Macerata    | 1-3 | 25-27, 19-25, 25-19, 14-25        |
| 01-12           | Latina-Perugia       | 0-3 | 24-26, 23-25, 22-25               |
| 05-12           | Padova-Cuneo         | 3-1 | 29-31, 25-22, 25-22, 25-18        |
| 04-12           | Piacenza-Montichiari | 3-1 | 25-17, 25-17, 19-25, 28-26        |
| 04-12           | Trento-Santa Croce   | 3-0 | 25-20, 32-30, 25-20               |
| 04-12           | Treviso-Modena       | 0-3 | 19-25, 24-26, 28-30               |
| 04-12           | Verona-Vibo Valentia | 2-3 | 25-23, 24-26, 25-19, 18-25, 11-15 |

| Undicesima giornata |                      |     |                            |
|                     |                      |     |                            |
| 11-12               | Cuneo-Verona         | 3-1 | 25-15, 25-21, 22-25, 26-24 |
| 11-12               | Macerata-Latina      | 3-1 | 25-20, 25-16, 31-33, 26-24 |
| 11-12               | Modena-Padova        | 3-0 | 28-26, 25-15, 25-17        |
| 11-12               | Montichiari-Treviso  | 1-3 | 25-22, 25-27, 21-25, 26-28 |
| 10-12               | Perugia-Piacenza     | 1-3 | 30-32, 25-21, 21-25, 17-25 |
| 12-12               | Santa Croce-Cagliari | 3-1 | 25-14, 25-20, 18-25, 25-20 |
| 10-12               | Vibo Valentia-Trento | 1-3 | 17-25, 26-24, 17-25, 21-25 |

| Dodicesima giornata |                         |     |                                   |
|                     |                         |     |                                   |
| 18-12               | Cagliari-Padova         | 1-3 | 18-25, 25-16, 20-25, 24-26        |
| 19-12               | Latina-Trento           | 3-2 | 21-25, 16-25, 25-16, 25-17, 15-12 |
| 17-12               | Macerata-Vibo Valentia  | 1-3 | 24-26, 20-25, 25-22, 18-25        |
| 18-12               | Montichiari-Santa Croce | 0-3 | 20-25, 17-25, 22-25               |
| 18-12]              | Piacenza-Cuneo          | 0-3 | 25-27, 21-25, 27-29               |
| 18-12               | Treviso-Perugia         | 3-2 | 21-25, 25-23, 25-16, 22-25, 15-8  |
| 18-12               | Verona-Modena           | 3-2 | 25-16, 20-25, 15-25, 25-22, 15-12 |

| Tredicesima giornata |                      |     |                                   |
|                      |                      |     |                                   |
| 26-12                | Cuneo-Montichiari    | 3-0 | 25-21, 25-21, 25-23               |
| 26-12                | Modena-Piacenza      | 2-3 | 22-25, 16-25, 25-22, 27-25, 21-23 |
| 26-12                | Padova-Treviso       | 0-3 | 12-25, 17-25, 20-25               |
| 26-12                | Perugia-Cagliari     | 3-0 | 29-27, 25-20, 25-22               |
| 26-12                | Santa Croce-Macerata | 1-3 | 25-23, 14-25, 20-25, 20-25        |
| 26-12                | Trento-Verona        | 3-1 | 21-25, 25-19, 25-21, 25-15        |
| 26-12                | Vibo Valentia-Latina | 3-1 | 25-15, 20-25, 25-12, 25-17        |

| Quattordicesima giornata |                      |     |                                   |
|                          |                      |     |                                   |
| 08-01                    | Latina-Piacenza      | 3-2 | 25-23, 25-19, 25-27, 20-25, 15-9  |
| 08-01                    | Macerata-Montichiari | 3-1 | 25-15, 21-25, 25-20, 25-22        |
| 09-01                    | Modena-Vibo Valentia | 3-2 | 25-23, 25-23, 23-25, 17-25, 15-13 |
| 08-01                    | Padova-Trento        | 2-3 | 25-16, 15-25, 25-22, 22-25, 12-15 |
| 08-01                    | Perugia-Cuneo        | 3-0 | 25-20, 26-24, 27-25               |
| 08-01                    | Treviso-Santa Croce  | 3-0 | 31-29, 25-20, 26-24               |
| 07-01                    | Verona-Cagliari      | 3-1 | 25-22, 25-20, 23-25, 25-16        |

| Quindicesima giornata |                       |     |                                   |
|                       |                       |     |                                   |
| 15-01                 | Cagliari-Treviso      | 0-3 | 20-25, 22-25, 22-25               |
| 16-01                 | Cuneo-Latina          | 3-0 | 25-20, 25-18, 25-18               |
| 14-01                 | Montichiari-Modena    | 2-3 | 25-23, 20-25, 25-21, 22-25, 17-19 |
| 15-01                 | Piacenza-Verona       | 2-3 | 27-25, 31-29, 23-25, 19-25, 11-15 |
| 15-01                 | Santa Croce-Padova    | 2-3 | 25-23, 25-23, 13-25, 22-25, 11-15 |
| 15-01                 | Trento-Macerata       | 1-3 | 23-25, 11-25, 25-22, 23-25        |
| 15-01                 | Vibo Valentia-Perugia | 3-2 | 20-25, 25-14, 25-14, 18-25, 15-10 |

| Sedicesima giornata |                        |     |                                   |
|                     |                        |     |                                   |
| 23-01               | Latina-Montichiari     | 1-3 | 25-27, 32-34, 25-22, 24-26        |
| 22-01               | Macerata-Verona        | 1-3 | 17-25, 25-11, 17-25, 22-25        |
| 22-01               | Modena-Trento          | 3-0 | 25-22, 26-24, 25-23               |
| 22-01               | Padova-Piacenza        | 1-3 | 25-21, 22-25, 20-25, 22-25        |
| 22-01               | Perugia-Santa Croce    | 3-1 | 25-23, 26-28, 25-17, 25-23        |
| 21-01               | Treviso-Cuneo          | 3-2 | 25-14, 25-23, 25-27, 18-25, 15-12 |
| 22-01               | Vibo Valentia-Cagliari | 3-1 | 25-17, 25-23, 26-28, 28-26        |

| Diciassettesima giornata |                     |     |                                   |
|                          |                     |     |                                   |
| 01-02                    | Cagliari-Latina     | 3-1 | 25-23, 25-20, 24-26, 25-23        |
| 02-02                    | Cuneo-Vibo Valentia | 3-2 | 25-22, 23-25, 25-19, 22-25, 15-13 |
| 02-02                    | Montichiari-Perugia | 3-2 | 16-25, 21-25, 25-20, 25-19, 15-13 |
| 02-02                    | Piacenza-Macerata   | 1-3 | 20-25, 25-23, 21-25, 22-25        |
| 02-02                    | Santa Croce-Modena  | 0-3 | 23-25, 23-25, 21-25               |
| 02-02                    | Trento-Treviso      | 3-2 | 20-25, 22-25, 25-21, 25-22, 15-8  |
| 30-01                    | Verona-Padova       | 3-1 | 25-10, 19-25, 25-22, 25-19        |

| Diciottesima giornata |                           |     |                                   |
|                       |                           |     |                                   |
| 05-02                 | Macerata-Cuneo            | 3-1 | 25-21, 25-21, 16-25, 31-29        |
| 05-02                 | Modena-Cagliari           | 3-0 | 25-21, 27-25, 25-21               |
| 05-02                 | Padova-Latina             | 3-1 | 25-18, 25-22, 21-25, 25-23        |
| 05-02                 | Perugia-Trento            | 1-3 | 29-27, 21-25, 24-26, 25-27        |
| 05-02                 | Santa Croce-Verona        | 2-3 | 22-25, 25-14, 25-14, 16-25, 12-25 |
| 05-02                 | Treviso-Piacenza          | 3-1 | 25-14, 21-25, 25-23, 25-18        |
| 05-02                 | Vibo Valentia-Montichiari | 0-3 | 22-25, 15-25, 22-25               |

| Diciannovesima giornata |                        |     |                                   |
|                         |                        |     |                                   |
| 11-02                   | Cagliari-Trento        | 3-0 | 25-21, 25-21, 25-20               |
| 12-02                   | Cuneo-Santa Croce      | 3-0 | 25-21, 25-20, 25-18               |
| 12-02                   | Latina-Modena          | 3-1 | 25-18, 19-25, 25-14, 25-22        |
| 12-02                   | Macerata-Perugia       | 3-1 | 25-15, 25-18, 25-27, 25-19        |
| 12-02                   | Montichiari-Padova     | 3-2 | 25-23, 30-28, 23-25, 20-25, 18-16 |
| 13-02                   | Piacenza-Vibo Valentia | 3-1 | 23-25, 25-19, 29-27, 25-20        |
| 12-02                   | Verona-Treviso         | 3-0 | 25-23, 25-20, 25-20               |

| Ventesima giornata |                      |     |                                   |
|                    |                      |     |                                   |
| 19-02              | Cagliari-Cuneo       | 2-3 | 27-29, 27-25, 25-23, 22-25, 12-15 |
| 19-02              | Modena-Perugia       | 3-0 | 25-21, 25-18, 27-25               |
| 19-02              | Padova-Vibo Valentia | 0-3 | 23-25, 22-25, 20-25               |
| 19-02              | Santa Croce-Piacenza | 2-3 | 17-25, 25-19, 17-25, 25-23, 18-20 |
| 19-02              | Trento-Montichiari   | 3-0 | 25-17, 25-23, 25-17               |
| 19-02              | Treviso-Macerata     | 1-3 | 23-25, 18-25, 25-23, 17-25        |
| 19-02              | Verona-Latina        | 3-1 | 25-23, 17-25, 25-17, 25-15        |

| Ventunesima giornata |                           |     |                                   |
|                      |                           |     |                                   |
| 27-02                | Cuneo-Trento              | 3-1 | 25-20, 32-30, 22-25, 25-16        |
| 26-02                | Latina-Treviso            | 1-3 | 25-27, 16-25, 25-22, 20-25        |
| 25-02                | Macerata-Modena           | 3-0 | 25-21, 25-19, 25-18               |
| 26-02                | Montichiari-Verona        | 2-3 | 19-25, 25-22, 25-17, 20-25, 11-15 |
| 25-02                | Perugia-Padova            | 3-1 | 25-27, 25-21, 25-23, 25-21        |
| 26-02                | Piacenza-Cagliari         | 1-3 | 25-15, 25-20, 29-31, 25-19        |
| 26-02                | Vibo Valentia-Santa Croce | 3-1 | 24-26, 25-19, 25-20, 25-17        |

| Ventiduesima giornata |                       |     |                                   |
|                       |                       |     |                                   |
| 05-03                 | Cagliari-Montichiari  | 1-3 | 22-25, 25-22, 20-25, 20-25        |
| 05-03                 | Latina-Santa Croce    | 2-3 | 18-25, 19-25, 26-24, 25-21, 12-15 |
| 06-03                 | Modena-Cuneo          | 3-0 | 25-22, 25-18, 25-19               |
| 07-03                 | Padova-Macerata       | 1-3 | 16-25, 16-25, 25-13, 18-25        |
| 04-03                 | Trento-Piacenza       | 0-3 | 19-25, 21-25, 25-27               |
| 05-03                 | Treviso-Vibo Valentia | 3-0 | 25-23, 25-16, 25-21               |
| 05-03                 | Verona-Perugia        | 3-1 | 25-20, 22-25, 25-15, 25-19        |

| Ventitreesima giornata |                      |     |                                   |
|                        |                      |     |                                   |
| 12-03                  | Cuneo-Padova         | 3-2 | 22-25, 24-26, 25-23, 25-23, 20-18 |
| 15-03                  | Macerata-Cagliari    | 3-1 | 31-29, 24-26, 30-28, 25-21        |
| 12-03                  | Modena-Treviso       | 3-1 | 23-25, 25-20, 25-11, 25-23        |
| 12-03                  | Montichiari-Piacenza | 2-3 | 25-23, 24-26, 14-25, 25-17, 17-19 |
| 13-03                  | Perugia-Latina       | 3-0 | 27-25, 25-22, 25-22               |
| 11-03                  | Santa Croce-Trento   | 0-3 | 23-25, 13-25, 17-25               |
| 12-03                  | Vibo Valentia-Verona | 0-3 | 21-25, 20-25, 21-25               |

| Ventiquattresima giornata |                      |     |                                   |
|                           |                      |     |                                   |
| 19-03                     | Cagliari-Santa Croce | 0-3 | 23-25, 21-25, 20-25               |
| 19-03                     | Latina-Macerata      | 0-3 | 20-25, 26-28, 26-28               |
| 20-03                     | Padova-Modena        | 2-3 | 25-23, 20-25, 25-21, 18-25, 18-20 |
| 19-03                     | Piacenza-Perugia     | 2-3 | 31-29, 19-25, 20-25, 25-20, 11-15 |
| 19-03                     | Trento-Vibo Valentia | 3-1 | 21-25, 25-17, 25-22, 25-16        |
| 18-03                     | Treviso-Montichiari  | 3-0 | 25-20, 25-22, 28-26               |
| 19-03                     | Verona-Cuneo         | 0-3 | 15-25, 17-25, 30-32               |

| Venticinquesima giornata |                         |     |                                   |
|                          |                         |     |                                   |
| 26-03                    | Cuneo-Piacenza          | 3-2 | 25-27, 25-21, 20-25, 25-19, 18-16 |
| 26-03                    | Modena-Verona           | 3-1 | 25-23, 23-25, 25-19, 25-18        |
| 26-03                    | Padova-Cagliari         | 3-1 | 25-19, 19-25, 25-20, 25-16        |
| 29-03                    | Perugia-Treviso         | 3-0 | 26-24, 25-22, 25-17               |
| 26-03                    | Santa Croce-Montichiari | 2-3 | 25-17, 16-25, 25-21, 22-25, 8-15  |
| 26-03                    | Trento-Latina           | 3-1 | 23-25, 25-21, 25-20, 25-23        |
| 26-03                    | Vibo Valentia-Macerata  | 2-3 | 18-25, 25-18, 16-25, 26-24, 11-15 |

| Ventiseiesima giornata |                      |     |                                  |
|                        |                      |     |                                  |
| 02-04                  | Cagliari-Perugia     | 1-3 | 25-19, 17-25, 23-25, 22-25       |
| 02-04                  | Latina-Vibo Valentia | 3-1 | 25-20, 19-25, 25-23, 25-20       |
| 02-04                  | Macerata-Santa Croce | 3-0 | 25-16, 25-21, 25-21              |
| 02-04                  | Montichiari-Cuneo    | 3-2 | 25-23, 23-25, 25-23, 21-25, 15-9 |
| 02-04                  | Piacenza-Modena      | 0-3 | 20-25, 22-25, 23-25              |
| 02-04                  | Treviso-Padova       | 1-3 | 22-25, 28-26, 21-25, 26-28       |
| 02-04                  | Verona-Trento        | 3-0 | 25-23, 25-19, 25-20              |

#### Classifica
| Pos. | Squadra           | Pt | G  | V  | P  | SV | SP | Ratio | PF    | PS    | Ratio |
| ---- | ----------------- | -- | -- | -- | -- | -- | -- | ----- | ----- | ----- | ----- |
| 1.   | Lube              | 61 | 26 | 21 | 5  | 67 | 31 | 2.161 | 2 344 | 2 124 | 1.103 |
| 2.   | Treviso           | 54 | 26 | 19 | 7  | 63 | 36 | 1.750 | 2 278 | 2 151 | 1.059 |
| 3.   | Modena            | 54 | 26 | 18 | 8  | 64 | 37 | 1.729 | 2 333 | 2 222 | 1.049 |
| 4.   | Piemonte          | 51 | 26 | 17 | 9  | 63 | 44 | 1.431 | 2 482 | 2 346 | 1.057 |
| 5.   | Piacenza          | 46 | 26 | 15 | 11 | 58 | 48 | 1.208 | 2 464 | 2 357 | 1.045 |
| 6.   | Trentino          | 42 | 26 | 14 | 12 | 50 | 46 | 1.086 | 2 187 | 2 150 | 1.017 |
| 7.   | API Verona        | 41 | 26 | 15 | 11 | 51 | 50 | 1.020 | 2 237 | 2 243 | 0.997 |
| 8.   | Perugia           | 41 | 26 | 12 | 14 | 55 | 48 | 1.145 | 2 325 | 2 335 | 0.995 |
| 9.   | Gabeca            | 34 | 26 | 12 | 14 | 48 | 58 | 0.827 | 2 329 | 2 375 | 0.980 |
| 10.  | Callipo           | 34 | 26 | 11 | 15 | 50 | 60 | 0.833 | 2 399 | 2 434 | 0.985 |
| 11.  | Sempre Padova     | 25 | 26 | 7  | 19 | 37 | 64 | 0.578 | 2 213 | 2 333 | 0.948 |
| 12.  | Top Volley Latina | 24 | 26 | 9  | 17 | 40 | 63 | 0.634 | 2 261 | 2 400 | 0.942 |
| 13.  | Lupi Santa Croce  | 23 | 26 | 7  | 19 | 38 | 65 | 0.584 | 2 192 | 2 380 | 0.921 |
| 14.  | Cagliari          | 16 | 26 | 5  | 21 | 33 | 67 | 0.492 | 2 204 | 2 398 | 0.919 |

| Qualificata ai play-off scudetto | Retrocessa in Serie A2 |

### Play-off scudetto

#### Tabellone
|  | Quarti di finale | Quarti di finale | Quarti di finale | Quarti di finale | Quarti di finale |   |      | Semifinali | Semifinali | Semifinali | Semifinali | Semifinali | Semifinali | Semifinali |  |  | Finali | Finali | Finali | Finali | Finali | Finali | Finali |
|  |                  |                  |                  |                  |                  |   |      |            |            |            |            |            |            |            |  |  |        |        |        |        |        |        |        |
|  | 1                | Lube             | 3                | 3                |                  |   |      |            |            |            |            |            |            |            |  |  |        |        |        |        |        |        |        |
|  | 8                | Perugia          | 0                | 0                |                  |   |      |            |            |            |            |            |            |            |  |  |        |        |        |        |        |        |        |
|  | 8                | Perugia          | 0                | 0                |                  | 1 | Lube | 3          | 2          | 3          | 2          | 3          |            |            |  |  |        |        |        |        |        |        |        |
|  |                  |                  |                  |                  |                  | 1 | Lube | 3          | 2          | 3          | 2          | 3          |            |            |  |  |        |        |        |        |        |        |        |
|  |                  | 4                | Piemonte         | 1                | 3                | 1 | 3    | 1          |            |            |            |            |            |            |  |  |        |        |        |        |        |        |        |
|  | 4                | 4                | Piemonte         | 1                | 3                | 1 | 3    | 1          | Piemonte   | 1          | 3          | 3          |            |            |  |  |        |        |        |        |        |        |        |
|  | 4                |                  |                  |                  |                  |   |      |            | Piemonte   | 1          | 3          | 3          |            |            |  |  |        |        |        |        |        |        |        |
|  | 5                | Piacenza         | 3                | 1                | 2                |   |      |            |            |            |            |            |            |            |  |  |        |        |        |        |        |        |        |
|  |                  |                  |                  |                  |                  |   |      |            |            |            |            |            |            |            |  |  | 1      | Lube   | 0      | 3      | 0      | 3      | 3      |
|  |                  |                  | 2                | Treviso          | 3                | 2 | 3    | 1          | 0          |            |            |            |            |            |  |  |        |        |        |        |        |        |        |
|  | 3                | Modena           | 3                | 2                | 2                |   |      |            |            |            |            |            |            |            |  |  |        |        |        |        |        |        |        |
|  | 6                | Trentino         | 2                | 3                | 3                |   |      |            |            |            |            |            |            |            |  |  |        |        |        |        |        |        |        |
|  | 6                | Trentino         | 2                | 3                | 3                |   | 6    | Trentino   | 0          | 0          | 3          | 2          |            |            |  |  |        |        |        |        |        |        |        |
|  |                  |                  |                  |                  |                  |   | 6    | Trentino   | 0          | 0          | 3          | 2          |            |            |  |  |        |        |        |        |        |        |        |
|  |                  | 2                | Treviso          | 3                | 3                | 1 | 3    |            |            |            |            |            |            |            |  |  |        |        |        |        |        |        |        |
|  | 2                | 2                | Treviso          | 3                | 3                | 1 | 3    | Treviso    | 3          | 3          |            |            |            |            |  |  |        |        |        |        |        |        |        |
|  | 2                |                  |                  |                  |                  |   |      | Treviso    | 3          | 3          |            |            |            |            |  |  |        |        |        |        |        |        |        |
|  | 7                | API Verona       | 0                | 1                |                  |   |      |            |            |            |            |            |            |            |  |  |        |        |        |        |        |        |        |

#### Risultati
| Quarti di finale |                  |     |                                  |
|                  |                  |     |                                  |
| 09-04            | Macerata-Perugia | 3-0 | 25-20, 26-24, 25-20              |
| 08-04            | Cuneo-Piacenza   | 1-3 | 21-25, 18-25, 25-21, 22-25       |
| 09-04            | Treviso-Verona   | 3-0 | 27-25, 25-23, 25-20              |
| 09-04            | Modena-Trento    | 3-2 | 29-31, 19-25, 25-20, 25-21, 15-9 |

| 15-04 | Perugia-Macerata | 0-3 | 20-25, 21-25, 24-26               |
| 14-04 | Piacenza-Cuneo   | 1-3 | 31-33, 25-19, 19-25, 29-31        |
| 16-04 | Verona-Treviso   | 1-3 | 21-25, 25-22, 19-25, 22-25        |
| 15-04 | Trento-Modena    | 3-2 | 25-23, 15-25, 23-25, 25-22, 15-13 |

| 18-04 | Cuneo-Piacenza | 3-2 | 23-25, 21-25, 25-22, 25-19, 16-14 |
| 19-04 | Modena-Trento  | 2-3 | 25-18, 15-25, 25-20, 21-25, 6-15  |

| Semifinali |                |     |                            |
|            |                |     |                            |
| 23-04      | Macerata-Cuneo | 3-1 | 24-26, 25-17, 28-26, 25-20 |
| 22-04      | Treviso-Trento | 3-0 | 26-24, 25-17, 25-22        |

| 26-04 | Cuneo-Macerata | 3-2 | 25-23, 15-25, 25-21, 23-25, 15-13 |
| 25-04 | Trento-Treviso | 0-3 | 23-25, 17-25, 21-25               |

| 28-04 | Macerata-Cuneo | 3-1 | 25-17, 25-22, 32-34, 25-22 |
| 29-04 | Treviso-Trento | 1-3 | 24-26, 21-25, 25-21, 22-25 |

| 02-05 | Cuneo-Macerata | 3-2 | 25-19, 25-16, 22-25, 28-30, 15-10 |
| 01-05 | Trento-Treviso | 2-3 | 15-25, 19-25, 25-21, 25-22, 10-15 |

| 05-04 | Macerata-Cuneo | 3-1 | 25-19, 15-25, 25-23, 25-17 |

| Finale |                  |     |                                   |
|        |                  |     |                                   |
| 08-05  | Macerata-Treviso | 0-3 | 30-32, 19-25, 23-25               |
| 11-05  | Treviso-Macerata | 2-3 | 25-23, 25-27, 23-25, 25-20, 11-15 |
| 14-05  | Macerata-Treviso | 0-3 | 21-25, 15-25, 21-25               |
| 18-05  | Treviso-Macerata | 1-3 | 22-25, 24-26, 25-20, 20-25        |
| 21-05  | Macerata-Treviso | 3-0 | 25-21, 26-24, 25-22               |

## Verdetti
| Squadra          | Qualificazione           |
| ---------------- | ------------------------ |
| Lube             | Champions League 2006-07 |
| Treviso          | Champions League 2006-07 |
| Piemonte         | Champions League 2006-07 |
| Modena           | Top Teams Cup 2006-2007  |
| Piacenza         | Coppa CEV 2006-07        |
| Lupi Santa Croce | Serie A2 2006-07         |
| Cagliari         | Serie A2 2006-07         |

## Premi individuali
| Premio               | Nome                 | Squadra          |
| -------------------- | -------------------- | ---------------- |
| Miglior allenatore   | Ferdinando De Giorgi | Lube             |
| Miglior Under-23     | Dore Della Lunga     | Trentino         |
| Miglior pubblico     | -                    | Modena           |
| Miglior arbitro      | Luciano Gaspari      | -                |
| Miglior realizzatore | Ivan Miljković       | Lube             |
| Miglior ricezione    | Damiano Pippi        | Modena           |
| Miglior servizio     | Henk-Jan Held        | Lupi Santa Croce |
| Miglior attaccante   | Leonel Marshall      | Piacenza         |
| Miglior centrale     | Gustavo Endres       | Treviso          |
| Miglior servizio     | Andrea Sartoretti    | Modena           |
| Miglior muro         | Gustavo Endres       | Treviso          |
| Miglior attaccante   | Ivan Miljković       | Lube             |

## Statistiche
| Rendimento individuale | Rendimento individuale | Rendimento individuale | Rendimento individuale |
| Pos.                   | Nome                   | Punti                  | Squadra                |
| ---------------------- | ---------------------- | ---------------------- | ---------------------- |
| 1                      | Ivan Miljković         | 532                    | Lube                   |
| 2                      | Michał Łasko           | 461                    | Callipo                |
| 3                      | Mauro Gavotto          | 448                    | Gabeca                 |
| 4                      | Jan Štokr              | 437                    | Cagliari               |
| 5                      | Ramón Gato             | 435                    | API Verona             |
| 6                      | André Nascimento       | 426                    | Trentino               |
| 7                      | Leonel Marshall        | 421                    | Piacenza               |
| 8                      | Guillermo Falasca      | 416                    | Lupi Santa Croce       |
| 8                      | Dömötör Mészáros       | 416                    | Gabeca                 |
| 10                     | Alessandro Fei         | 408                    | Treviso                |

| Attacchi vincenti | Attacchi vincenti | Attacchi vincenti | Attacchi vincenti |
| Pos.              | Nome              | Punti             | Squadra           |
| ----------------- | ----------------- | ----------------- | ----------------- |
| 1                 | Ivan Miljković    | 462               | Lube              |
| 2                 | Mauro Gavotto     | 409               | Gabeca            |
| 3                 | Michał Łasko      | 383               | Callipo           |
| 4                 | André Nascimento  | 376               | Trentino          |
| 5                 | Guillermo Falasca | 368               | Lupi Santa Croce  |
| 6                 | Alessandro Fei    | 361               | Treviso           |
| 7                 | Ramón Gato        | 358               | API Verona        |
| 8                 | Jan Štokr         | 355               | Cagliari          |
| 9                 | Leonel Marshall   | 353               | Piacenza          |
| 10                | Osvaldo Hernández | 350               | Perugia           |

| Muri vincenti | Muri vincenti     | Muri vincenti | Muri vincenti     |
| Pos.          | Nome              | Punti         | Squadra           |
| ------------- | ----------------- | ------------- | ----------------- |
| 1             | Gustavo Endres    | 87            | Treviso           |
| 2             | Andrija Gerić     | 71            | Lube              |
| 2             | Martin Lébl       | 71            | Perugia           |
| 4             | Luca Tencati      | 70            | Treviso           |
| 5             | Richard Nemec     | 69            | Cagliari          |
| 6             | Novica Bjelica    | 68            | Top Volley Latina |
| 6             | Andrea Sala       | 68            | Gabeca            |
| 8             | Luigi Mastrangelo | 65            | Modena            |
| 9             | Massimo Botti     | 63            | Sempre Padova     |
| 10            | Vigor Bovolenta   | 57            | Piacenza          |

| Battute vincenti | Battute vincenti   | Battute vincenti | Battute vincenti |
| Pos.             | Nome               | Punti            | Squadra          |
| ---------------- | ------------------ | ---------------- | ---------------- |
| 1                | Andrea Sartoretti  | 54               | Modena           |
| 2                | Ivan Miljković     | 46               | Lube             |
| 3                | Dömötör Mészáros   | 45               | Gabeca           |
| 4                | Jan Štokr          | 44               | Cagliari         |
| 5                | Anderson Rodrigues | 42               | Piemonte         |
| 6                | Ramón Gato         | 41               | API Verona       |
| 7                | Wout Wijsmans      | 38               | Piemonte         |
| 7                | Renato Felizardo   | 38               | Callipo          |
| 9                | Guillermo Falasca  | 37               | Lupi Santa Croce |
| 9                | Igor Omrčen        | 37               | Piemonte         |
| 9                | Michał Łasko       | 37               | Callipo          |

| Ricezioni perfette | Ricezioni perfette | Ricezioni perfette | Ricezioni perfette |
| Pos.               | Nome               | Punti              | Squadra            |
| ------------------ | ------------------ | ------------------ | ------------------ |
| 1                  | Dario Messana      | 489                | Perugia            |
| 2                  | Maurizio Latelli   | 392                | Top Volley Latina  |
| 3                  | Vladimir Grbić     | 379                | Top Volley Latina  |
| 4                  | Murilo Endres      | 369                | Callipo            |
| 5                  | Péter Veres        | 367                | Sempre Padova      |
| 6                  | Pietro Rinaldi     | 352                | Gabeca             |
| 7                  | Alessandro Farina  | 341                | Treviso            |
| 8                  | Leonel Marshall    | 327                | Piacenza           |
| 9                  | Antonio Ferraro    | 299                | Callipo            |
| 10                 | Mirko Corsano      | 291                | Lube               |
| 10                 | Sérgio dos Santos  | 291                | Piacenza           |

NB: I dati sono riferiti esclusivamente alla regular season.